# Isaac Anne Nijhoff
Isaac Anne Nijhoff (Arnhem, 26 juli 1795 - aldaar, 20 juni 1863) was een Nederlandse boekhandelaar, uitgever, historicus en auteur.

## Leven en werk

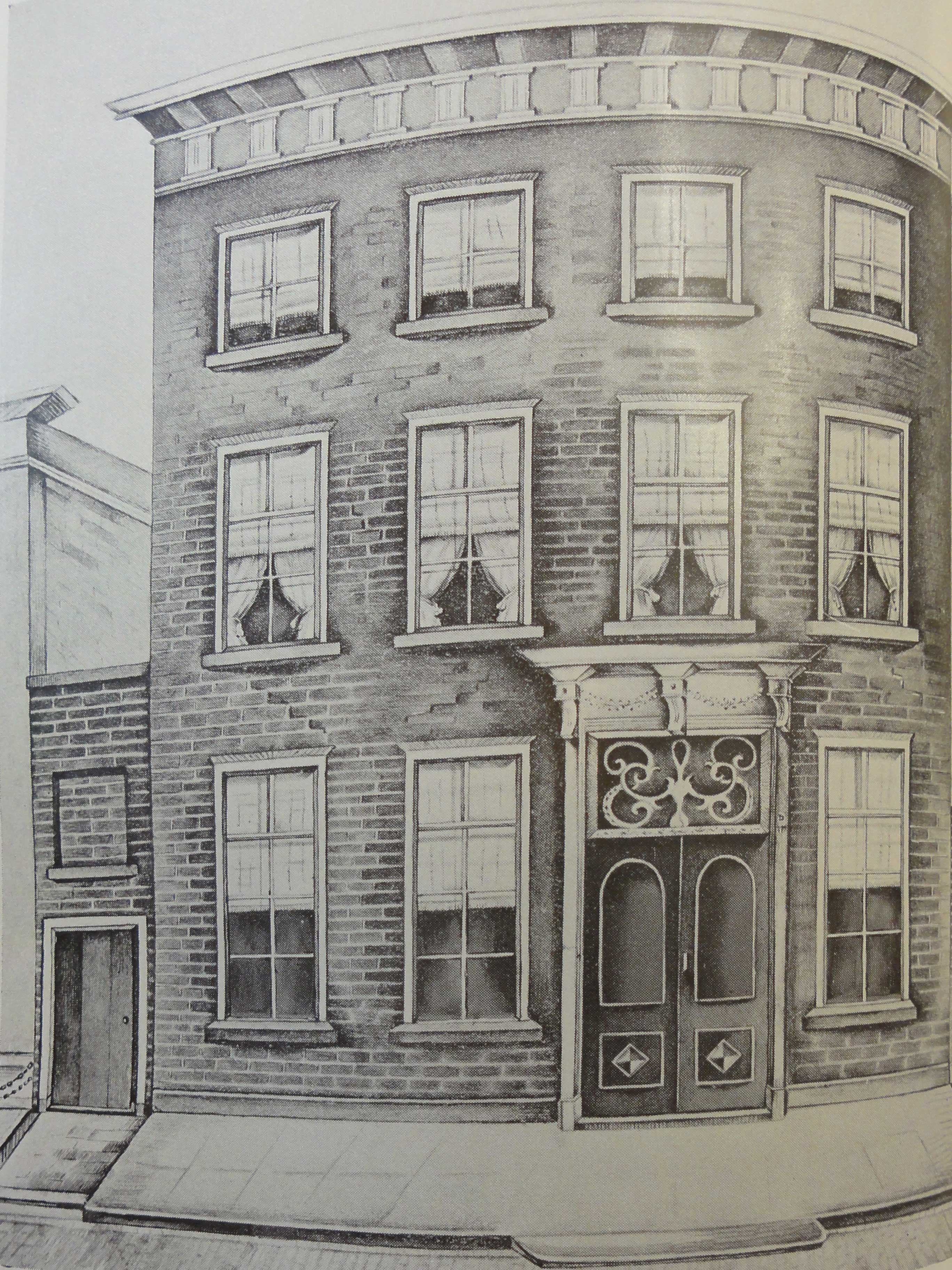
Het huis "De Crabbe" in de Bakkerstraat te Arnhem omstreeks 1870

Nijhoff werd in 1795 in het huis "de Crabbe" in de Bakkerstraat te Arnhem geboren als zoon van de uitgever en drukker Paulus Nijhoff en van Maria Sophia Brouwer. Nijhoff ontving particulier onderwijs van de predikant Nicolaas Lobry. In 1812 ging hij in de uitgeverij van zijn vader werken. In 1817 werd hij firmant van het bedrijf van zijn vader. Vanaf 1831 kreeg de uitgeverij de naam "I.A. Nijhoff". De naam van het bedrijf werd in 1853, toen zijn zoon Paulus firmant werd, echter gewijzigd in "Is. An. Nijhoff en Zoon". 
Naast het werk in de eigen uitgeverij was Nijhoff onder meer actief als voorzitter van de "Vereeniging ter bevordering van de belangen des Boekhandels". In 1816 of 1817 werd hij benoemd tot opzichter van het provinciaal archief van Gelderland. Hij was de eerste provinciale archivaris in Nederland.
Nijhoff publiceerde zelf diverse historische en statistische werken over Gelderland. De in 1826 verschenen "Statistieke beschrijving van Gelderland" wordt aan hem toegeschreven. In de periode van 1830 tot 1851 schreef hij de vijf delen van de "Gedenkwaardigheden uit de geschiedenis van Gelderland" over de periode van 1288 tot 1543. Het zesde deel van dit omvangrijke werk verscheen postuum in 1875. Nijhoff was oprichter en redacteur van de "Bijdragen voor de Vaderlandsche Geschiedenis en Oudheidkunde" en redacteur van de "Geldersche Volks-almanak". Nijhoff werd in 1847 benoemd tot ridder in de orde van de Nederlandse Leeuw. In 1850 werd hem een eredoctoraat in de rechtsgeleerdheid verleend door de universiteit van Groningen.
Nijhoff trouwde op 17 december 1817 met Martina Cornelia Houtkamp. Uit hun huwelijk werden negen kinderen geboren. Zijn dochter Johanna trouwde op 24 juli 1844 te Arnhem met schrijver Mark Prager Lindo, die in 1856 De Nederlandsche Spectator oprichtte. Zijn zoon Martinus Nijhoff was de stichter van de Haagse uitgeverij Martinus Nijhoff, waar De Nederlandse Spectator vanaf 1860 werd uitgegeven. Isaac Anne Nijhoff overleed in juni 1863 op 67-jarige leeftijd in zijn geboortehuis te Arnhem.